# Округ Монро (Пенсилванија)
Округ Монро (енгл. Monroe County) је округ у америчкој савезној држави Пенсилванија.

## Демографија
По попису из 2010. године број становника је 169.842, што је 31.155 (22,5%) становника више него 2000. године.
| Група             | 2000.           | 2010.           |
| Белци             | 117.592 (84,8%) | 119.741 (70,5%) |
| Афроамериканци    | 8.343 (6,0%)    | 22.348 (13,2%)  |
| Азијати           | 1.545 (1,1%)    | 3.484 (2,1%)    |
| Хиспаноамериканци | 9.195 (6,6%)    | 22.288 (13,1%)  |
| Укупно            | 138.687         | 169.842         |